# DS-P1-Yu Nº 32
O DS-P1-Yu Nº 32 foi um satélite artificial soviético lançado ao espaço no dia 22 de maio de 1970 através de um foguete Kosmos a partir do Cosmódromo de Plesetsk. O satélite foi perdido após o primeiro estágio do foguete lançador sofrer uma falha aos 112 segundos de voo.

## Objetivo
O DS-P1-Yu Nº 32 foi o trigésimo segundo membro da série de satélites DS-P1-Yu. Sua missão era realizar testes de sistemas antissatélites e antimíssil soviéticos.